# Oskar Frankfurter

Einzige derzeit bekannte Abbildung von Oskar Frankfurter, entstanden vor 1908.

Oskar Frankfurter (auch Oscar Frankfurter, in Thai: ออสคาร์ แฟรงก์เฟอร์เตอร; * 23. Februar 1852 in Hamburg; † 1. Oktober 1922 ebenda) war ein deutscher Sprachwissenschaftler, Indologe und Thaiist.
Der Sohn von Amalie und Naphtali Frankfurter besuchte das Hamburger Johanneum und studierte an den Universitäten Berlin und Göttingen ostasiatische Kulturwissenschaften und Indologie, insbesondere Sanskrit. Er promovierte 1874 in Göttingen. Anschließend arbeitete er an der Universität Oxford mit dem Indologen Robert Cesar Childers zusammen, mit dem er einen Katalog von Pali-Manuskripten erstellte. Frankfurters Handbook of Pali von 1883 ist seither in mehreren Nachdrucken erschienen. In Oxford lernte er auch den siamesischen Prinzen Prisdang kennen, einen Cousin des Königs Chulalongkorn (Rama V.; r. 1868–1910), der dort studierte.
Durch diesen Kontakt wurde Oskar Frankfurter 1884 nach Siam, das heutige Thailand, eingeladen, wo er zunächst als Dolmetscher des Prinzen Devawongse Varopakar, eines Halbbruders des Königs, und als Übersetzer für deutsch-thailändische Projekte beschäftigt wurde. In Bangkok erhielt er zwar nur 20 US-Dollar im Monat, doch war er mehr an der Möglichkeit interessiert, seine wissenschaftlichen Studien fortzusetzen. Er blieb in dieser Stellung, als Prinz Devawongse 1885 zum ersten Außenminister von Siam ernannt wurde. 1895 ernannte der belgische Berater von König Chulalongkorn, Gustave Rolin-Jaequemyns, Frankfurter zu seinem Generalsekretär. 1901 trat Jacquemyns zurück, Frankfurter wurde ins siamesische Innenministerium unter Prinz Damrong Rajanubhab berufen, der sich in besonderem Maß der Wissenschaft und der thailändischen Geschichte widmete.
Frankfurter war ab Oktober 1905 Oberbibliothekar der neu gegründeten Vajirañāna-Nationalbibliothek in Bangkok, wo er für die zentrale Aufbewahrung von Inschriften des Landes sorgte. Es gelang ihm, aus der bis dahin vernachlässigten Institution eine ansehnliche Bibliothek zu formen, die neben ausländischer Literatur über das Land auch siamesische Werke sammelte. Frankfurter war auch Gründungsmitglied der Siam Society, die sich die Bewahrung und Erforschung der thailändischen Geschichte, Kultur und Natur zum Ziel gesetzt hat. Bei der Gründung 1904 wurde er ehrenamtlicher Schriftführer, 1906 wurde er zum zweiten Präsidenten gewählt. Frankfurter veröffentlichte in dieser Zeit zahlreiche Abhandlungen über die thailändische Sprache und Kultur, die von großer Achtung vor der Geschichte des Landes geprägt sind. Er schlug auch ein System zur Wiedergabe des Thailändischen in lateinischer Schrift (Romanisierung) vor. Im März 1917 zeichnete König Vajiravudh (Rama VI.) ihn mit dem Weißen Elefantenorden aus.
Nachdem Siam 1917 im Zuge des Ersten Weltkriegs an die Seite der Entente getreten war und dem Deutschen Reich den Krieg erklärt hatte, wurde Frankfurter als deutscher Staatsangehöriger interniert. Er wurde Anfang 1918 aus Siam ausgewiesen und nach Britisch-Indien deportiert, wo er zusammen mit den anderen im Lande lebenden deutschen Bürgern in ein Internierungslager in der Nähe von Hyderabad kam. Sein Nachfolger als Leiter der Nationalbibliothek war der Franzose George Coedès. Im Frühjahr 1920 wurde Frankfurter nach Deutschland repatriiert und kehrte in seine Geburtsstadt Hamburg zurück. Vom Frühjahr 1921 bis zu seinem Tod lehrte er drei Semester thailändische Sprache an der Universität Hamburg. Er kann damit als der Begründer der Thaiistik in Deutschland gelten.

## Schriften
- List of Pali Manuscripts in the Bodleian Library, Oxford. In: Journal of the Pali Text Society. Band 1, 1882, S. 30f. (In dieser Liste sind nur acht Manuskripte enthalten: Vessantara-Jataka-nissaya, Nemi-jataka-nissaya, Mahosadha-Jataka-nissaya, Buddhavamsa, Dhammasanginippakarana and nissaya, 2 Samantapasadika-nissaya und ein Manuskript in Pali-Birmanisch).
- Handbook of Pali: being an elementary grammar, a chrestomathy, and a glossary. Williams, London 1883. (Volltext bei Open Library)
- The Old-Prussian Language. In: Notes and Queries. 1883, S. 157.
- Elements of Siamese Grammar: with appendices. 1900. (Volltext bei Open Library)
- King Mongkut. in:  Journal of the Siam Society (Bangkok). 1, 1904, S. 191–207.
- Siamese missions to Ceylon in the 18th century. In: Journal of the Siam Society (Bangkok). 4, pt. 1, 1907, S. 23–25.
- The Romanizing of Siamese. In: Journal of the Siam Society (Bangkok).4, 1907, S. 28–32.
- Events in Ayuddhaya from Chulasakarj 686–966. In: Journal of the Siam Society (Bangkok). 6, 1909, S. 3ff.
- The mission of Sir James Brooke to Siam. In: Journal of the Siam Society (Bangkok). 8, 1911, S. 19–32.
- The attitudes of the Buddha. In: Journal of the Siam Society (Bangkok). 10.2, 1913, S. 21–35.
- Buddhistische Zeitrechnung in Siam. In: Anthropos. Band 8, 1913, S. 736–737.
- Proposed system for the transliteration of Siamese words into Roman characters. In: Journal of the Siam Society (Bangkok). 10.4, 1913, S. 1–21.
- The unofficial mission of John Morgan, merchant, to Siam in 1821.In: Journal of the Siam Society (Bangkok). 11.1, 1914, S. 1–8.
- Sixteen tables of Thai alphabets current in Siam. Vajiranana National Library, Bangkok 1914.